# Centro de Mídias da Educação de São Paulo
O Centro de Mídias da Educação de São Paulo, comumente chamado CMSP, foi um portal educacional pertencente à SEDUC-SP (Secretaria de Educação do Estado de São Paulo) usado para o ensino das escolas da rede estadual paulista entre 2020 e 2024.
A princípio, era uma plataforma educacional criada com a finalidade de oferecer aulas remotas durante a pandemia do COVID-19. No entanto, entre o segundo semestre de 2023 e todo o ano letivo de 2024, se tornou a principal fonte de ensino das escolas do estado de São Paulo, englobando diversas outras plataformas menores com diferentes propósitos, desde as pertencentes à própria SEDUC-SP, como o Leia SP, até aquelas que foram adquiridas pela mesma, como o Education First (ou SPeak a partir de junho de 2024). 
Em 2025, o uso do CMSP foi descontinuado em decorrência do excesso de plataformas educacionais, atingindo o ápice de 15 plataformas no final de 2024, sendo substituído pelo portal educacional Sala do Futuro, que possui menos plataformas.

## Material digital
Em abril de 2023, a plataforma Material Digital foi introduzida pelo CMSP. Este recurso foi projetado para fornecer aos alunos e professores materiais de apoio educacional na forma de arquivos PDF ou apresentações editáveis. O objetivo da plataforma era facilitar o acesso a conteúdos educativos de forma mais dinâmica e moderna.
A implementação do material digital iniciaria a partir do terceiro bimestre do ano letivo de 2023. A plataforma buscava aprimorar o processo de ensino e aprendizagem ao oferecer recursos que complementariam as atividades presenciais e poderiam ser utilizados para estudo individual ou em sala de aula.

### Transição digital
Em julho de 2023, com o lançamento do material digital, a Secretaria da Educação do Estado de São Paulo (SEDUC-SP) iniciou uma transição brusca para o ensino digital na rede estadual paulista. Neste período, o programa de apostilas "Currículo em Ação" foi temporariamente retirado das escolas, sendo substituído pelo material exclusivamente digital do CMSP. No ensino médio, durante o 3º bimestre, o "Currículo em Ação" foi mantido apenas na área de Tecnologia e Inovação.
No início de agosto de 2023, a SEDUC-SP chegou a recusar os livros didáticos do Ministério da Educação (MEC) para o ano letivo de 2024, mas reconsiderou sua decisão no dia 16 do mesmo mês devido à pressão da Justiça e à necessidade de garantir a continuidade do sistema educacional com materiais reconhecidos nacionalmente.
Em outubro de 2023, a apostila "Currículo em Ação" foi reintroduzida no ensino fundamental II e no ensino médio, com um volume específico destinado ao 4º bimestre do ano letivo. Esta medida visava atender a demanda por materiais físicos em algumas disciplinas, mantendo, ao mesmo tempo, a integração com as novas plataformas digitais. No ano de 2024, o CMSP passou a incorporar e gerenciar diversas plataformas digitais.